# Kanton Hardegsen
Der Kanton Hardegsen bestand von 1807 bis 1813 im Distrikt Göttingen (Departement der Leine, Königreich Westphalen) und wurde durch das Königliche Decret vom 24. Dezember 1807 gebildet. Der Kanton war von den Umstruktierungen des Distrikts zur endgültigen Festsetzung des Zustands der Gemeinden im Departement der Leine vom 16. Juni 1809 betroffen. Die Gemeinde Thüdinghausen wurde abgespalten, hinzu kamen die Gemeinde Espol und das Moringer Dorf Blankenhagen. Die Gemeinden wurden in der unten stehenden Form neu organisiert.

## Gemeinden
- Hardegsen, Weiler Ertinghausen und Meierei Leisenrode
- Lutterhausen und bis 1809 Thüdinghausen
- Hevensen und Meierhof Langenbusch
- Ellierode, Hettensen und Weiler Asche
- Schlarpe und Lichtenborn
- Wolbrechtshausen, Üssinghausen, Trögen

ab 1809
- Hardegsen, Ertinghausen und Leisenrode
- Hettensen
- Ellierode, Asche und Lichtenborn
- Schlarpe
- Lutterhausen und Blankenhagen (neu)
- Trögen, Üssinghausen und Espol (neu)
- Wolbrechtshausen
- Hevensen und Langenbusch